# Гільєрмо Перес
Ґільє́рмо Пе́рес  (ісп. Guillermo Pérez, 14 жовтня 1979) — мексиканський тхеквондист, олімпійський чемпіон.

## Виступи на Олімпіадах
| Олімпіада  | Дисципліна | Місце |
| ---------- | ---------- | ----- |
| Пекін 2008 | 58 кг      | 1     |